# Viola disjuncta
Viola disjuncta là một loài thực vật có hoa trong họ Hoa tím. Loài này được W.Becker miêu tả khoa học đầu tiên năm 1906.